# Brachistosternus sciosciae
Espèce
Brachistosternus sciosciae est une espèce de scorpions de la famille des Bothriuridae.

## Distribution
Cette espèce est endémique de la région d'Atacama au Chili.

## Description
Le mâle holotype mesure 40,51 mm et la femelle paratype 47,26 mm.

## Étymologie
Cette espèce est nommée en l'honneur de Cristina Luisa Scioscia.

## Publication originale
- Ojanguren Affilastro, 2002 : Nuevos aportes al conocimiento del género Brachistosternus en Chile, con la descripción de dos nuevas especies (Scorpiones, Bothriuridae). Boletín de la Sociedad de Biología de Concepción (Chile), vol. 73, p. 37-46 (texte intégral).